# Teatro Amazonas
Teatro Amazonas – teatr i opera w Manaus, stolicy stanu Amazonas w Regionie Północnym w Brazylii. Inauguracja miała miejsce 31 grudnia 1896 roku.

## Historia
Pomysł na budowę teatru w Manaus pojawił się po raz pierwszy w 1881 roku. Przedstawił go deputowany Antonio José Fernandes. Rok później zorganizowano konkurs na projekt teatru, początkowy budżet wynosił 250 tys. rejsów. W 1884 roku wmurowano kamień węgielny pod budowę teatru, jednak prace zostały przerwane w latach 1886–1893 i podjęte na nowo przez gubernatora Eduardo Ribeiro.
31 grudnia 1896 nastąpiła inauguracja jeszcze nie w pełni ukończonego teatru. Pierwszą wystawioną sztuką była włoska opera Gioconda. Przedstawienie miało miejsce 7 stycznia 1897 i wystąpił w nim włoski śpiewak Enrico Caruso.
Budowa teatru była możliwa dzięki rozkwitowi miasta i lokalnej gospodarki, co było spowodowane tzw. boomem kauczukowym końca XIX wieku. Pieniądze pochodzące z kauczukowych plantacji sprawiły, że cały region prężnie się rozwijał. Zamożni baronowie kauczukowi pragnęli odtworzyć styl życia europejskich elit, stąd pomysł na zbudowanie teatru w sercu Amazonii. Nie szczędzono funduszy na budowę: kopuła teatru została pokryta 36 000 ceramicznych dachówek w kolorach brazylijskiej flagi. Wnętrze budynku jest autorstwa włoskiego malarza Domenico de Angelisa. Wraz z wynalezieniem syntetycznego kauczuku Manaus straciło swoje główne źródło dochodu i w 1924 roku teatr został zamknięty. Przez 90 lat praktycznie nie wystawiano tu żadnych sztuk. W 2001 roku władze stanowe postanowiły przywrócić teatrowi chociaż część dawnego blasku i przeznaczyły 1,5 mln funtów na renowację budynku. Plan się powiódł i obecnie Teatro Amazonas jest siedzibą Amazońskiej Orkiestry Filharmonicznej oraz gospodarzem corocznego festiwalu filmowego.

## Architektura i styl
Budynek teatru reprezentuje styl neorenesansowy. Dachówki zostały sprowadzone z Alzacji, elementy ścian z Glasgow w Szkocji, marmur karraryjski wykorzystany do budowy schodów, rzeźb i kolumn przywieziono z Włoch. Kopuła jest pokryta 36 000 dachówek w kolorach brazylijskiej flagi. Meble w stylu Ludwika XV sprowadzono z Francji. Włoski artysta Domenico de Angelis wykonał malowidła na suficie. Zasłona wraz z obrazem „Spotkanie Wód” powstała w Paryżu. 198 żyrandoli zostało przywiezionych z Włoch, łącznie z 32 żyrandolami ze szkła Murano.

### Wnętrze
Źródło
Sala Koncertowa – 701 miejsc
- Parter – 266 miejsc
- Loże boczne – 100 miejsc podzielonych na 20 lóż
- Balkon I piętro – 110 miejsc w 20 lożach
- Balkon II piętro – 125 miejsc w 25 lożach
- Balkon III piętro – 100 miejsc w 20 lożach

Scena – powierzchnia 123,29 m²
Fosa orkiestrowa – 2,30 m wysokości, 11,90 m szerokości, 7,20 m długości

## Wydarzenia
W teatrze występowali liczni brazylijscy i międzynarodowi artyści. W 1911 roku zaprezentował się tu brazylijski kompozytor Heitor Villa-Lobos. W 1996 roku, na stulecie teatru wystąpił światowej sławy tenor José Carreras. Na scenie Teatru Amazonas zaśpiewał też Luciano Pavarotti, ale było to w czasie zwiedzania teatru przez włoskiego śpiewaka, a jego publiczność stanowiła niewielka grupa towarzyszących mu osób, jako że w teatrze w tym czasie nie wystawiano żadnych sztuk. Na deskach teatru występowali też m.in. The White Stripes, Spice Girls, Roger Waters z Pink Floyd, Bibi Ferreira i aktorka Fernanda Montenegro. Od 1997 roku Teatro Amazonas stał się miejscem wielu imprez, na przykład Amazońskiego Festiwalu Operowego, Amazońskiego Festiwalu Jazzowego, Amazońskiego Festiwalu Tańca, Amazońskiego Festiwalu Muzyki, Festiwalu Teatralnego Amazonii oraz Amazońskiego Festiwalu Filmowego.
Teatro Amazonas pojawił się też w filmie Fitzcarraldo Wernera Herzoga z 1982 roku. Jest wymieniany w książkach Evy Ibbotson oraz Ann Patchett.